# Maja Gerber-Hess
Maja Gerber-Hess (* 5. November 1946 in Zürich) ist eine Schweizer Schriftstellerin. Seit 1978 schreibt sie Erzählungen und Kurzgeschichten für Kinder und Erwachsene.

## Leben
Maja Gerber-Hess besuchte das Gymnasium und machte anschliessend eine Ausbildung zur Kindergärtnerin. Nach der Geburt ihrer eigenen Kinder begann sie als Verlagslektorin zu arbeiten, später für etliche Jahre als Bibliothekarin. Heute arbeitet sie, neben dem Schreiben und Lesereisen in der Schweiz, Deutschland und Österreich, als Filmsachverständige im Jugendfilmwesen des Kantons Zürich, wo sie auch lebt. Maja Gerber-Hess hat zahlreiche Kinder- und Jugendbücher sowie Kurzgeschichten veröffentlicht.

## Werke (Auswahl)
- Das Jahr ohne Pit
- Etwas lebt in mir – Siebzehn und schwanger
- Reto, HIV-positiv
- Und konnte nicht schreien
- Patchwork-Familie
- Sonst kommst du dran !
- Mama im Knast
- Zoé und Rea
- Schatten im Sommerparadies
- Opa und Ich
- Als Fabian verschwand. 2004
- Als Lukas verschwand. 1999